# Pseudotanais mexikolpos
Pseudotanais mexikolpos är en kräftdjursart som beskrevs av Jürgen Sieg och Heard 1989. Pseudotanais mexikolpos ingår i släktet Pseudotanais och familjen Pseudotanaidae. Inga underarter finns listade i Catalogue of Life.